# Jugend Eine Welt
Jugend Eine Welt - Don Bosco Entwicklungszusammenarbeit  ist eine unabhängige österreichische Hilfsorganisation mit Sitz in Wien. Ziel ist nachhaltige Entwicklungszusammenarbeit und Katastrophenhilfe mit einem Schwerpunkt auf Bildung und Ausbildung für benachteiligte Kinder und Jugendliche weltweit. Die Organisation finanziert sich überwiegend durch privaten Spenden. Zum Teil werden die Projekte auch von öffentlichen Institutionen gefördert.
Die Hilfsorganisation orientiert sich bei all ihren Tätigkeiten am UN-Menschenrechtsansatz und ist bestrebt, zur Umsetzung der 17 Nachhaltigen Entwicklungsziele – insbesondere des Ziels Nr. 4 „Hochwertige Bildung“ - beizutragen. Unter dem Leitgedanken „Bildung überwindet Armut“ unterstützt der gemeinnützige Verein seit 1997 Hilfsprojekte, Schulen, Straßenkinderprogramme und Bildungsprojekte in Afrika, Asien, Lateinamerika, dem Nahen Osten und Osteuropa. Jugend Eine Welt handelt aus christlicher Motivation im Geiste des Sozialpioniers Don Bosco und arbeitet bei der Umsetzung von Hilfsprojekten insbesondere mit Mitgliedern der weltweiten Don Bosco-Bewegung zusammen.
In Österreich leistet der Verband entwicklungspolitische Bildungsarbeit etwa mit Kampagnen zum „Tag der Straßenkinder“, unterstützt zahlreiche soziale Initiativen, engagiert sich im Bereich faire Geldveranlagungen und setzt sich aktiv für eine gerechtere Welt ein. Menschen aller Altersgruppen vermittelt Jugend Eine Welt die Möglichkeit, im Rahmen eines mehrmonatigen Freiwilligeneinsatzes aktiv in einem internationalen Sozialprojekt mitzuarbeiten.
Der Verein ist in verschiedenen Plattformen und Netzwerken aktiv. International z. B. im Consortium for Street Children sowie im Don Bosco Youth Net, national z. B. in NGO-Dachverband AG Globale Verantwortung. Jugend Eine Welt ist zudem (Mit-)Träger bzw. Mitglied diverser zivilgesellschaftlicher Organisationen (darunter Don Bosco Flüchtlingswerk, VOLONTARIAT bewegt, BAOBAB – Globales Lernen, FAIRTRADE Österreich, ECPAT, Clean Clothes Kampagne). Seit vielen Jahren ist die Hilfsorganisation zudem bewährter Partner der Austrian Development Agency (ADA) beziehungsweise der österreichischen Entwicklungszusammenarbeit. Die Kooperationen umfassen den Projektbereich (Rahmenvertrag), das Volontariatsprogramm oder Bildungs- und Kampagnenarbeit.

## Geschichte
Als Entwicklungshelfer ging Reinhard Heiserer in den 1990er Jahren nach Ecuador und half unter anderem beim Bau eines neuen Straßenkinderzentrums. In Österreich gründete er mit anderen jungen österreichischen Volontären, Entwicklungshelfern und Freunden Don Boscos im Juni 1997 den Verein, der heute zu den wichtigsten Hilfsorganisationen in Österreich zählt und sich laufend weiterentwickelt. So wurde 2016 die Servicestelle „WeltWegWeiser“ und 2017 das Entsendeprogramm „Senior Experts Austria“ für qualifizierte Senioren geschaffen.

## Motivation und Projektpartner
Motiviert wird die Arbeit der überwiegend ehrenamtlichen Mitarbeiter im Geiste des Jugendheiligen Don Bosco (1815–1888), durch dessen Einsatz bis zu seinem Tod 250 Jugendhäuser in Europa und Lateinamerika entstanden, in denen seit 1846 etwa 130.000 Burschen aufgenommen und rund 18.000 Lehrlinge ausgebildet wurden.
Die ausländischen Projektpartner von Jugend eine Welt sind die jeweils vor Ort tätigen die Salesianer Don Boscos (SDB) und die Don Bosco Schwestern (FMA). Die heute etwa 16.000 Salesianer arbeiten in 130 Ländern Asiens, Afrikas, Lateinamerikas und Osteuropas, die 14.300 Schwestern in über 90 Ländern. Sie geben der Organisation die nötigen Informationen, wo Hilfe am nötigsten und wie am effektivsten ist, und bilden auch eine Art Bildungsnetzwerk.

## Schwerpunkte
Der inhaltliche Arbeitsbereich umfasst Projektarbeit, Nothilfe und Wiederaufbau nach Katastrophen, Volontariatsprogramme sowie entwicklungspolitische Bildungs- und Kampagnenarbeit.
Von 1997 bis 2012 wurden Volontariatseinsätze von jungen Menschen in Don Bosco-Projekten vom  organisiert und begleitet. Seit 2013 werden die Freiwilligeneinsätze vom Trägerverein VOLONTARIAT bewegt durchgeführt, einer gemeinsamen Initiative von Jugend Eine Welt Österreich und den Salesianern Don Boscos. Der Verein VOLONTARIAT bewegt ist anerkannter Träger für Zivilersatzdienst-Einsätze, siehe Auslandsdienst Österreichs, und vermittelt dazu Sozialdienste. Die Erfordernisse sind daher dieselben wie beim Jahresvolontariat.

## Faires Geld
Im Bereich der ethischen Geldanlage initiierte der Verein mit dem  Bankhaus Jungholz (Raika-Gruppe) den  Don Bosco Ethik Fonds. In weiterer Folge platzierte Jugend Eine Welt in Kooperation mit der RLB Tirol über seine Tochtergesellschaft Don Bosco Finanzierungs GMBH die erste Bildungsanleihe am österreichischen Kapitalmarkt – ein Novum im Bereich der Entwicklungszusammenarbeit. Weitere derartige Anleihen zur Finanzierung von Don Bosco Bildungs- und Sozialprojekten folgten.

## Spendengütesiegel und Spendenabsetzbarkeit
Das Österreichische Spendengütesiegel bestätigt den ordnungsgemäßen Umgang mit Spenden. Jedes Jahr wird von einem beeideten Wirtschaftsprüfer die ordnungsgemäße Rechnungslegung, die Sparsamkeit und Wirtschaftlichkeit und die widmungsmäßige Mittelverwendung kontrolliert. Damit erhalten die Spender größte Transparenz über die Verwendung ihrer Gelder. Jugend Eine Welt trägt das Spendengütesiegel seit dessen Einführung im Jahr 2001 ununterbrochen. Spenden an Jugend Eine Welt Österreich sind für Privatpersonen und Unternehmen seit 1. Jänner 2009 steuerlich absetzbar. Mit der Nummer SO 1211 ist Jugend Eine Welt beim Finanzamt als steuerbegünstigte Organisation registriert.

## Tag der Straßenkinder
Der „Tag der Straßenkinder“ wurde 2009 von Jugend Eine Welt ins Leben gerufen. Seitdem ruft die Hilfsorganisation rund um den Gedenktag Don Boscos am 31. Jänner insbesondere Schulklassen, Jungschargruppen und Pfarren dazu auf, sich mit der Situation von Straßenkindern auseinanderzusetzen. Durch Aktionen wie Schuhe putzen im öffentlichen Raum oder mit Informationsständen an Schulen, auf Marktplätzen oder in Einkaufszentren, können Kinder und Jugendliche auf die schwierigen Lebensumstände von Straßenkindern aufmerksam gemacht werden. Spezielle Materialien liefern Hintergrundinformationen und Aktionsvorschläge zum Thema.